# S&G Automobil
Die S&G Automobil AG ist der weltweit älteste Mercedes-Benz-Vertragspartner. Heute umfasst das Unternehmen zehn Standorte in Baden-Württemberg sowie einen in Rheinland-Pfalz, dazu acht Standorte der Tochtergesellschaft S&G Automobil GmbH in Sachsen-Anhalt. Vertrieben werden die Marken Mercedes-Benz, Mercedes-AMG, smart und Mitsubishi Fuso.

## Geschichte
Seinen Anfang nahm das Unternehmen im Jahre 1898, als Ernst Schoemperlen in Karlsruhe die „Automobil-Centrale“ gründete. 1905 lernte der Firmengründer seinen späteren Partner Walter Gast kennen. Mit ihm als Teilhaber wurde 1910 die Firma „Schoemperlen & Gast“ gegründet. 1936 traten als neue Geschäftsführer für Ernst Schoemperlen sein Sohn Kurt Schoemperlen, sowie Emil Melchers für Walter Gast die Nachfolge an. Weitere Geschäftsführer waren Edgar Schömperlen, Karl Petri, Hans-Georg Appenzeller und Ottmar Schwab, Manfred Merkel sowie Wolfgang Ritz. Die heutige Geschäftsleitung der S&G Automobil AG besteht aus Christian Ullrich, Daniel Daufer und Stephan Kinzel als Geschäftsführer der S&G GmbH. Im Laufe der Jahre eröffnete das Unternehmen Betriebe in Offenburg (1928), Bruchsal (1957), Achern (1960), Karlsruhe-Knielingen (1961), Wolfach, Kehl, Ettlingen (1968–1969), Karlsruhe-Hagsfeld (1971), Bretten und Pforzheim (2000).  Zum 100-jährigen Jubiläum 1998 erfolgte die Umwandlung in die S&G Automobil Aktiengesellschaft. Heute lautet die aktuelle Firmierung S&G Automobil AG.
Bereits 1990 wurde S&G in der ehemaligen DDR unternehmerisch tätig. Es wurde die Tochtergesellschaft S&G Automobilgesellschaft mbH Halle/Merseburg in Halle an der Saale gegründet. In den folgenden Jahren wurden Betriebe in Sangerhausen, Querfurt, Eisleben (2001), Aschersleben (2007), Halberstadt (2011) und Quedlinburg (2013) eröffnet. Heute lautet die aktuelle Firmierung S&G Automobil GmbH.
Die S&G Gruppe ist nicht nur auf den Service von Mercedes-Benz Pkw, Transporter und Lkw spezialisiert, sondern auch auf Spezialumbauten von Lkws. 1996 wurde das sogenannte Werkstattsondergeschäft damals mit Sitz in Karlsruhe-Knielingen weiter ausgebaut. Heute nennt sich die Abteilung S&G TruckTechnik. 2003 fand der Umzug der TruckTechnik in die Carl-Metz-Straße nach Karlsruhe-Mühlburg statt und 2013 nach Kandel.

## Stiftungen
Zum 90-jährigen Unternehmensjubiläum wurde die Ernst-Schoemperlen-Stiftung mit einem Stammkapital von 100.000 D-Mark ins Leben gerufen, die sich der Förderung der Kraftfahrzeugtechnik und der Kraftfahrzeugwirtschaft verschrieben hat. 2000 gründete man die S&G Stiftung zur Unterstützung von Unfallopfern und Förderung der Verkehrssicherheit mit Schwerpunkt im Kinder- und Jugendbereich.